# 池田千尋 (バスケットボール)
池田 千尋（いけだ ちひろ、1984年2月17日 - ）は、日本のプロバスケットボール選手。ポジションはガード。神奈川県出身。身長181cm、体重75kg。3x3チームTACHIKAWA DICEに所属。元3x3男子日本代表選手。

## 来歴
小学5年生の時、漫画スラムダンクの影響でバスケットボールを始める。
東海大学在学時に教諭免許を取得し、卒業後は教員となった。同時にストリートボールチーム「平塚Connections」に入団し、リーグ戦、大会に出場。ストリートボールの登録名はCHIHIRO。日本ストリートボール界ナンバー1スラッシャーと評価される。
2013年、青木康平、長谷川聖、長谷川武とともに3x3男子日本代表に選出され、第1回FIBA 3x3 アジア選手権（現FIBAアジア3x3カップに出場した。
2015年から3x3.EXE PREMIERに参戦し、「GREEDYDOG.EXE」、「AGLEYMINA.EXE」でプレーした。AGLEYMINAに所属していた2016年、FIBA 3x3ワールドツアーファイナルに出場し、日本勢初の準優勝メンバーとなった。
2017年、「TACHIKAWA DICE」に移籍。2018年3x3.EXE PREMIERで優勝。2021年はTACHIKAWAのキャプテンを務める。
2025年現在、国立第一中学校に主任教諭として勤務しており、生徒らに情熱的な指導を行っている。